# Georgi Pyrwanow

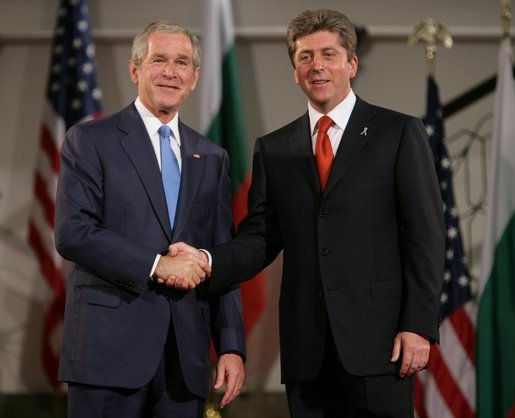
George W. Bush i Georgi Pyrwanow (2007)

Georgi Sedefczow Pyrwanow, bułg. Георги Седефчов Първанов (wym. [ɡɛˈɔrɡi pɤrˈvanof]; ur. 28 czerwca 1957 w Sirisztniku) – bułgarski polityk i historyk, deputowany do Zgromadzenia Narodowego 37., 38. i 39. kadencji, przewodniczący Bułgarskiej Partii Socjalistycznej (BSP) w latach 1996–2001, od 2002 do 2012 prezydent Bułgarii.

## Życiorys

### Wykształcenie i działalność naukowa
Urodził się w rodzinie robotników pracujących w przemyśle metalurgicznym. W 1975 ukończył szkołę średnią o profilu matematycznym w Perniku, po czym odbył służbę wojskową. W 1981 został absolwentem wydziału historycznego Uniwersytetu Sofijskiego im. św. Klemensa z Ochrydy. W tym samym roku został pracownikiem naukowym w instytucie historii Bułgarskiej Partii Komunistycznej. W 1988 obronił pracę doktorską z zakresu historii poświęconą postaci Dimityra Błagojewa i bułgarskiej kwestii narodowej w okresie 1879–1917. Od 1989 już jako doktor pełnił funkcję starszego pracownika naukowego w swoim instytucie. W latach 1992–1996 był dyrektorem centrum studiów historycznych i politologicznych przy Bułgarskiej Partii Socjalistycznej.
Autor artykułów naukowych oraz publikacji książkowych, m.in. Ot Buzłudża do teatyr 'Korona'. Edin opit za now proczit na stranici ot sociałdemokraticzeskija period na BSP (1995), Byłgarskata sociałdemokracija i makedonskijat wypros w kraja na XIX wek do 1918 g. (1997, ISBN 9549003620) oraz Predi i sled deseti (2001, ISBN 954978603X).

### Działalność polityczna przed prezydenturą
W 1981 wstąpił do Bułgarskiej Partii Komunistycznej, w 1990 przekształconej w Bułgarską Partię Socjalistyczną (BSP). W 1991 wszedł w skład biura wykonawczego partii, a w 1994 został wiceprzewodniczącym PSB. W 1996 powołany przez 42. kongres partii na przewodniczącego ugrupowania, reelekcję na tę funkcję uzyskiwał na kolejnych kongresach w 1998 i 2000. Z funkcji tej ustąpił po wyborze na prezydenta w 2001.
Z ramienia koalicji tworzonych wokół BSP Georgi Pyrwanow był trzykrotnie (w 1994, 1997 i 2001) wybierany na posła do Zgromadzenia Narodowego 37., 38. i 39. kadencji. Od 1997 był przewodniczącym klubu poselskiego Demokratycznej Lewicy i następnie Koalicji na rzecz Bułgarii. W 1996 prowadził przegraną kampanię prezydencką Iwana Marazowa.

### Wybory prezydenckie
We wrześniu 2001 został oficjalnym kandydatem socjalistów w wyborach prezydenckich wyznaczonych na listopad tegoż roku, jako kandydata na wiceprezydenta wyznaczono generała Angeła Marina. Za faworyta tej elekcji uchodził ubiegający się o reelekcję Petyr Stojanow, popierany przez Związek Sił Demokratycznych i prowadzący długi czas w sondażach. Wsparcie dla dotychczasowego prezydenta zadeklarowało również środowisko nowego premiera Symeona II, które jednak nie zaangażowało się aktywnie w kampanię. Lider BSP przejął takie hasła jak integracja europejska czy dołączenie do NATO, jednocześnie podkreślał strategiczne partnerstwo z Rosją i Ukrainą. Prezentował się jako polityk zainteresowany takimi sprawami jak ekonomia, przeciwdziałanie bezrobociu, zwalczaniu korupcji i przestępczości. Ostatecznie w pierwszej turze zajął pierwsze miejsce z wynikiem 36,39% głosów, a w drugiej turze pokonał Petyra Stojanowa, otrzymując 54,13% głosów. Urząd prezydenta objął po zaprzysiężeniu 22 stycznia 2002.
W kolejnych wyborach z października 2006 ubiegał się o reelekcję (ponownie w parze z Angełem Marinem i poparciem BSP). W pierwszej turze uzyskał 64,05% głosów, jednak z powodu niskiej frekwencji wyborczej (poniżej 50%) konieczne było przeprowadzenie drugiej tury. Georgi Pyrwanow otrzymał w niej 75,95% głosów, wygrywając z Wolenem Siderowem z nacjonalistycznej Ataki. Drugą prezydencką kadencję zakończył 22 stycznia 2012.

### Prezydentura

#### Akces Bułgarii do NATO i UE
W 1999 kierowana przez niego BSP formalnie poparła integrację Bułgarii z NATO i Unią Europejską. Środowisko to deklarowało początkowo jednak, że należy liczyć się ze zdaniem Rosji odnośnie do członkostwa w NATO, a sam Georgi Pyrwanow nie wykluczał przeprowadzenia referendum w tej sprawie. Bułgaria dołączyła do Organizacji Traktatu Północnoatlantyckiego 29 marca 2004. Niektóre media przypomniały wówczas, że stosunek prezydent i socjalistów do tej organizacji nie zawsze był jednoznaczny. W czasie wojskowej operacji NATO w Jugosławii w 1999 lider BSP jako deputowany wraz ze swoim klubem poselskim głosował przeciwko udostępnieniu siłom NATO przestrzeni powietrznej Bułgarii. Serbska prasa opublikowała w tamtym okresie list otwarty, najprawdopodobniej wysłany przez władze BSP, w którym bułgarscy socjaliści opowiedzieli się za nieuczestniczeniem Bułgarii w tej interwencji, zaś kwestię członkostwa kraju w NATO określili mianem awanturniczej decyzji, która sprzyja trwałemu zagrożeniu dla bezpieczeństwa narodowego. Odnosząc się do tych faktów podczas debaty przedwyborczej w 2006, Georgi Pyrwanow oświadczył, że nie był przeciwko członkostwu w NATO, a jedynie sprzeciwiał się wojennej operacji w Jugosławii. Już jako prezydent w wygłoszonym wkrótce po akcesie przemówieniu określił go jako osiągnięcie przez kraj jednego z jego celów strategicznych oraz podkreślił zasługi dyplomacji, polityków, organizacji pozarządowych i wojskowych. Powiedział także, że członkostwo w NATO wiąże się ze wzrostem autorytetu państwa oraz pojawieniem się nowych możliwości rozwojowych, jednak nakłada też na Bułgarię zobowiązania wobec partnerów.
1 stycznia 2007 Bułgaria uzyskała członkostwo w Unii Europejskiej. Tego samego dnia podczas uroczystości podniesienia flagi europejskiej Georgi Pyrwanow wygłosił przemówienie, w którym nazwał ten dzień wielkim momentem historycznej sprawiedliwości. Przypomniał, że Bułgarzy zawsze uważali się za Europejczyków i już od czasów Borysa I Michała dążyli do zbliżenia się z Europą Zachodnią. Prezydent podziękował wszystkim bułgarskim instytucjom, rządom, parlamentarzystom, organizacjom pozarządowym, swoim poprzednikom, a także społeczeństwu za wysiłek włożony w urzeczywistnienie integracji z UE. Wyrazy wdzięczności złożył też instytucjom unijnym, które dopomogły państwu w osiągnięciu tego celu. Podkreślił, iż Bułgaria zamierza odgrywać aktywną rolę w organizacji oraz będzie bronić własnych interesów narodowych.

#### Współpraca z komunistyczną służbą bezpieczeństwa
W 2006, po naciskach ze strony opozycji, Georgi Pyrwanow potwierdził istnienie tzw. teczki agenta o pseudonimie „Goce”. Twierdził jednak, że nie miał świadomości współpracy z komunistyczną służbą bezpieczeństwa KDS. W 2007 państwowa komisja zajmująca się ujawnianiem akt komunistycznych służb specjalnych (Komisija po dosietata) potwierdziła, że urzędujący prezydent był tajnym współpracownikiem. Jego oficer prowadzący podał, że Georgi Pyrwanow nie tylko świadomie pracował dla bezpieki w latach 1989–1993, ale i wyrażał chęć pogłębienia tej współpracy.
Akta agenta „Goce” zostały udostępnione na oficjalnej stronie internetowej prezydenta Bułgarii. Z dokumentów tych wynika, że został zwerbowany z uwagi na jego znajomość historii i przydatność w pracy nad tzw. problemem macedońskim (związanym z kwestią powstania niezależnej Macedonii lub jej przyłączenia do Bułgarii). Jego zadaniem była pomoc przy redagowaniu wspomnień bułgarskiego Macedończyka Metodiego Dimowa. Praca trwała od 1989 do 1990, zaś w 1993 akta zostały zarchiwizowane.

#### Pozostałe działania
Jako prezydent był twórcą rady do spraw technologii informacyjnych, działającej jako organ konsultacyjny. Jeszcze przed objęciem urzędu w 2001 został członkiem Internet Society w Bułgarii.
W trakcie prezydentury był inicjatorem zapoczątkowanej w 2003 dorocznej akcji charytatywnej „Byłgarskata Koleda”. Środki zebrane podczas kampanii przekazywano na leczenie ciężko chorych dzieci oraz wyposażanie i modernizację placówek służby zdrowia.

#### Relacje z Bułgarskim Kościołem Prawosławnym
Pod koniec 2002, mimo protestów ze strony kilkunastu organizacji religijnych i pozarządowych, Georgi Pyrwanow podpisał przyjętą przez Zgromadzenie Narodowe tzw. ustawę wyznaniową. Stosownie do niej prawosławie zostało określone w konstytucji jako tradycyjna religia w Bułgarii. Ustawa przyczyniła się do przezwyciężenia rozłamu w Bułgarskim Kościele Prawosławnym, gdyż jednoznacznie wskazała synod związany z patriarchą Maksymem jako zwierzchnictwo tego kościoła, negując tym samym legalność skłóconego z nim alternatywnego synodu, na czele którego stał Innocenty. Mimo napięć i protestów ustawa weszła w życie; w nocy na przełomie z 20 na 21 lipca 2004 zbuntowani księża zostali usunięci z zajmowanych przez nich cerkwi.
Georgi Pyrwanow został dwukrotnie nagrodzony przez Międzynarodową Fundację Jedności Narodów Prawosławnych. Nagrodę przyznaną mu w 2002 odebrał w czasie wizyty w Moskwie. Podczas ceremonii wręczenia nagrody patriarcha Moskwy Aleksy II podkreślił, iż prezydent miał istotne zasługi w umacnianiu jedności i autorytetu Bułgarskiego Kościoła Prawosławnego.

#### Krytyka
Sprawa Cwetelina Kynczewa
W listopadzie 2001 Najwyższy Sąd Kasacyjny utrzymał wyrok skazujący Cwetelina Kynczewa, deputowanego i lidera reprezentującej mniejszość romską partii Ewroroma, na karę 6 lat pozbawienia wolności i grzywnę (za wymuszenia, pobicia i groźby). W dniu tego orzeczenia Cwetelin Kynczew oświadczył, iż w nadchodzących wyborach prezydenckich jego partia poprze Georgiego Pyrwanowa. Oświadczenie to wywołało podejrzenia, że polityk liczy na ułaskawienie od lidera socjalistów, jeżeli ten zwycięży w wyborach. Sędzia Neli Kuckowa, która skazała Cwetelina Kynczewa i która kandydowała na stanowisko wiceprezydenta u boku Petyra Stojanowa, wysłała list otwarty do Georgiego Pyrwanowa, w którym oskarżyła go o przyjęcie politycznego poparcia od skazanego prawomocnym wyrokiem przestępcy i zapytała, czy wiąże się ono z obietnicą ułaskawienia. W kwietniu 2005 Cwetelin Kynczew rzeczywiście został ułaskawiony przez wiceprezydenta Angeła Marina, dzięki czemu ten mógł wystartować w wyborach parlamentarnych przeprowadzonych w tym samym roku. Wiceprezydent tłumaczył swoją decyzję wzorowym zachowaniem polityka podczas odbywania kary.
Ropa za żywność
W 2004 powstał raport specjalnej komisji ONZ dotyczący nadużyć przy wcielaniu sankcji gospodarczych wobec Iraku i realizacji programu Ropa za żywność”. Według niego BSP z Georgim Pyrwanowem na czlee i powiązane z nią firmy miały w 1998 przyjąć od Saddama Husajna nielegalne korzyści finansowe w zamian za poparcie polityczne. Prezydent zaprzeczył tym oskarżeniom. Sprawa pozostała niewyjaśniona; kierowana od 2006 przez byłego prezydenckiego doradcą Borisa Wełczewa, odmówiła wszczęcia śledztwa, jakiego zażądał klub parlamentarny Demokratów na rzecz Silnej Bułgarii.
Sprawa Nikoły Fiłczewa
W 2006 Georgi Pyrwanow podpisał decyzję rządu o powołaniu byłego prokuratora generalnego Nikoły Fiłczewa na ambasadora Bułgarii w Kazachstanie. Decyzja ta wywołała oburzenie opozycji, lider Demokratów na rzecz Silnej Bułgarii Iwan Kostow stwierdził, iż decyzja ta ma podłoże korupcyjne. Jego zdaniem wysłanie Nikoły Fiłczewa na odległą placówkę dyplomatyczną zaraz po odejściu ze stanowiska prokuratora generalnego miało przede wszystkim chronić go przed odpowiedzialnością za liczne skandale i nadużycia w okresie sprawowania tej funkcji.
Skandal w telewizji bTV
Kilkanaście dni przed wyborami w 2006, podczas programu publicystycznego nadawanego przez prywatną telewizję bTV, prowadzący Iwo Indżew poinformował, iż otrzymał pocztą elektroniczną anonimową, niesprawdzoną informację, według której Georgi Pyrwanow złożył nieprawdziwe oświadczenie majątkowe. Prezydent miał ukryć fakt otrzymania od biznesmena Petyra Mandżukowa, którego w przeszłości nagrodził odznaczeniem państwowym, dwupiętrowego apartamentu w centrum Sofii. Sztab wyborczy Georgiego Pyrwanowa wydał oświadczenie, iż informacja ta jest fałszywa, zaś bTV postanowiła rozwiązać kontrakt z dziennikarzem oraz wygłosić sprostowanie i przeprosiny. Iwo Indżew stwierdził, iż decyzja telewizji była wynikiem nacisków ze strony prezydenta. Po zbadaniu sprawy komisja zajmująca się sprawami etyki mediów, której Iwo Indżew był członkiem, ogłosiła, że ten nie naruszył kodeksu etycznego. Na publiczny apel branżowej organizacji o poparcie w sprawie przywrócenia dziennikarza do pracy Georgi Pyrwanow odparł, że nie może ingerować w działalność prywatnych mediów.

### Działalność po prezydenturze
Jeszcze w trakcie prezydentury w 2010 zainicjował powołanie nowego ruchu politycznego pod nazwą Alternatywa na rzecz Bułgarskiego Odrodzenia (ABW). Formacja początkowo nie wykazywała się aktywności, jednak w 2014 zapowiedziała wystawienie odrębnej od socjalistów listy wyborczej do Parlamentu Europejskiego. Został wówczas wykluczony z Bułgarskiej Partii Socjalistycznej. W czerwcu ABW przekształciła się w partię polityczną, a były prezydent kierował nią do stycznia 2017.

## Odznaczenia i wyróżnienia
- Wielka Wstęga Orderu Leopolda (Belgia)
- Order Słonia (Dania)[37]
- Krzyż Wielki z Łańcuchem Orderu Krzyża Ziemi Maryjnej (Estonia)[38]
- Łańcuch Orderu Zasługi Cywilnej (Hiszpania)
- Wielki Krzyż ze Złotym Łańcuchem Orderu Witolda Wielkiego (Litwa)[39]
- Komandor Krzyża Wielkiego z Łańcuchem Orderu Trzech Gwiazd (Łotwa)
- Krzyż Wielki Order Świętego Karola (Monako)[40]
- Krzyż Wielki Orderu Świętego Olafa (Norwegia)[41]
- Wielki Łańcuch Orderu Infanta Henryka (Portugalia)[42]
- Kawaler Krzyża Wielkiego Udekorowany Wielką Wstęgą Orderu Zasługi Republiki Włoskiej (Włochy)

## Życie prywatne
Georgi Pyrwanow jest żonaty z Zorką Petrową Pyrwanową, z którą ma dwóch synów: Władimira i Iwajła.